# 乌扎诺
乌扎诺（義大利語：Uzzano），是意大利皮斯托亚省的一个市镇。总面积7平方公里，人口5633人，人口密度804.7人/平方公里（2009年）。ISTAT代码为047021。